# 麥曲 (瀾滄江)
麥曲，上游也称昌曲，位于中华人民共和国西藏自治区东部的一条河流，是瀾滄江左岸支流。源流称拉哈曲姑，发源于昌都市贡觉县拉妥乡以南的芒康山，蜿蜒向北偏西流，约17千米后折向西北，经过一个S形湾后进入察雅县境内，继续西北流，经察雅县宗沙乡、香堆镇、荣周乡及县城烟多镇等地，最后于直卡注入澜沧江。河长151千米，流域面积6450平方千米，落差1380米。麦曲流域地处横断山脉北部，上游地势平缓，畜牧业发达，下游山高谷深，沟壑纵横，河谷地区农业发达，是藏东地区的水果、蔬菜生产基地。